# Старый Кудияр
Старый Кудияр (также Бию́к-Кудья́р; укр. Старий Кудіяр, крымскотат. Büyük Qudiyar, Буюк Къудияр) — исчезнувшее село в Первомайском районе Республики Крым, располагавшееся на востоке района, в степной части Крыма, примерно в 3,5 километрах восточнее села Черново.

### Динамика численности населения
| - 1805 год — 140 чел. - 1864 год — 13 чел. - 1889 год — 145 чел. | - 1900 год — 241 чел. - 1915 год — 84/80 чел. - 1926 год — 144 чел. |

## История
Первое документальное упоминание села встречается в Камеральном Описании Крыма… 1784 года, судя по которому, в последний период Крымского ханства Кудеяр входил в Караул кадылык Перекопского каймаканства. После присоединения Крыма к России (8) 19 апреля 1783 года, (8) 19 февраля 1784 года, именным указом Екатерины II сенату, на территории бывшего Крымского Ханства была образована Таврическая область и деревня была приписана к Перекопскому уезду. После Павловских реформ, с 1796 по 1802 год, входила в Акмечетский уезд Новороссийской губернии. По новому административному делению, после создания 8 (20) октября 1802 года Таврической губернии, Кудьяр был включён в состав Кучук-Кабачской волости Перекопского уезда.
По Ведомости о всех селениях в Перекопском уезде состоящих с показанием в которой волости сколько числом дворов и душ… от 21 октября 1805 года в деревне Кудьяр числилось 17 дворов и 140 жителей крымских татар. На военно-топографической карте генерал-майора Мухина 1817 года деревня обозначена как Биюк-Конрат с 15 дворами. После реформы волостного деления 1829 года Кудьяр, согласно «Ведомости о казённых волостях Таврической губернии 1829 года», передали в состав Агъярской волости (переименованной из Кучук-Кабачской). На карте 1836 года в деревне 17 дворов. Видимо, вследствие эмиграции крымских татар в Турцию , деревня заметно опустела и на карте 1842 года Биюк-Кудьяр обозначен условным знаком «малая деревня» (это означает, что в ней насчитывалось менее 5 дворов).
В 1860-х годах, после земской реформы Александра II, деревню включили в состав [Айбарской волости. В «Списке населённых мест Таврической губернии по сведениям 1864 года», составленном по результатам VIII ревизии 1864 года, Биюк-Кудьяр — владельческая деревня с 3 дворами и 13 жителями при колодцахъ. По обследованиям профессора А. Н. Козловского начала 1860-х годов, вода в колодцах деревни была пресная, а их глубина составляла 10—15 саженей (21—32 м). На трехверстовой карте Шуберта 1865—1876 года в деревне обозначено 4 двора. В «Памятной книге Таврической губернии 1889 года» по результатам Х ревизии 1887 года записан Кудьяр Григорьевской волости с 32 дворами и 145 жителями.
После земской реформы 1890 года, Кудьяр отнесли Александровской волости, но в «…Памятной книжке Таврической губернии на 1892 год» он не числится, а по «…Памятной книжке Таврической губернии на 1900 год» в деревне, «приписанной к волости», числился 241 житель в 40 дворах. По Статистическому справочнику Таврической губернии. Ч.II-я. Статистический очерк, выпуск пятый Перекопский уезд, 1915 год, в деревне и экономии Караманова Кудь-Яр Александровской волости Перекопского уезда числилось 32 двора (1 двор с землёй, 31 — безземельные) с татарским населением в количестве 84 человек приписных жителей и 80 — «посторонних», из которых 85 мужчин и 79 женщин. Жители владели 3175 десятинами удобной земли. В хозяйствах имелось 86 лошадей, 18 волов, 40 коров и 500 голов мелкого скота.
После установления в Крыму Советской власти и учреждения 18 октября 1921 года Крымской АССР, в составе Джанкойского уезда был образован Курманский район, в состав которого включили село. В 1922 году уезды получили название округов. 11 октября 1923 года, согласно постановлению ВЦИК, в административное деление Крымской АССР были внесены изменения, в результате которых был ликвидирован Курманский район и село включили в состав Джанкойского. Согласно Списку населённых пунктов Крымской АССР по Всесоюзной переписи 17 декабря 1926 года, в селе Кудьяр, Акчоринского (русского) сельсовета Джанкойского района, числилось 33 двора, из них 32 крестьянских, население составляло 144 человека. В национальном отношении учтено: 91 татарин, 12 украинца, 14 немцев и 7 русских. Постановлением ВЦИК РСФСР от 30 октября 1930 года был создан Фрайдорфский еврейский национальный район (переименованный указом Президиума Верховного Совета РСФСР № 621/6 от 14 декабря 1944 года в Новосёловский) (по другим данным 15 сентября 1931 года) и село включили в его состав. После разукрупнения в 1935-м и образования также еврейского национального Лариндорфского (с 1944 — Первомайский), село переподчинили новому району. На километровой карте Генштаба 1941 года обозначен как Старый Кудияр, как и на карте 1942 года.
В 1944 году, после освобождения Крыма от фашистов, согласно Постановлению ГКО № 5859 от 11 мая 1944 года, 18 мая крымские татары были депортированы в Среднюю Азию. Видимо, опустевшее после депортации село не возрождали, поскольку в дальнейшем оно в доступных источниках не упоминается.